# Amphinemura ovalis
Amphinemura ovalis är en bäcksländeart som beskrevs av Li, W. och Ding Yang 2005. Amphinemura ovalis ingår i släktet Amphinemura och familjen kryssbäcksländor. Inga underarter finns listade i Catalogue of Life.